# باشگاه فوتبال آمازوناس
باشگاه فوتبال آمازوناس (به پرتغالی: Amazonas Futebol Clube) که معمولاً با نام آمازوناس شناخته می‌شود، یک باشگاه حرفه‌ای برزیلی مستقر در مانائوس، آمازوناس است که در ۲۳ مه ۲۰۱۹ تأسیس شد. این تیم در سری بی فوتبال برزیل، دسته دوم فوتبال برزیل، و همچنین در سری آ لیگ‌ ایالتی برزیل آمازوناس، رقابت می‌کند.
این باشگاه در سال ۲۰۱۹ توسط اعضای سابق ادارات سایر باشگاه‌های مانائوس با هدف سازماندهی یک باشگاه رقابتی و احیای فوتبال در ایالت آمازوناس تأسیس شد. با وجود اینکه این باشگاه اخیراً تأسیس شده‌است، اما موفق بوده و در سال ۲۰۲۳ قهرمان مسابقات قهرمانی آمازوناس شد و در همان سال قهرمان سری سی شده‌است که اولین عنوان قهرمانی ملی توسط یک باشگاه از ایالت آمازوناس است.
این باشگاه در ورزشگاه کارلوس زامیت بازی می‌کند، اما برای بازی‌های بزرگتر از ورزشگاه آرنا آمازونیا، یکی از ورزشگاه‌های جام جهانی ۲۰۱۴، استفاده می‌کند.
آمازوناس بهترین تیم ایالت آمازوناس در رتبه‌بندی باشگاه‌های ملی فدراسیون فوتبال برزیل است.

## پوشاک و اسپانسرها
| دوره | سازنده پوشاک | اسپانسر اصلی پیراهن              |
| ---- | ------------ | -------------------------------- |
| ۲۰۱۹ | جی‌لوبو       | e-Cali Distribuidora de Petróleo |
| ۲۰۲۰ | جی‌لوبو       | شاپینگ ویا نورت                  |
| ۲۰۲۱ | سوپر بولا    | مینئراسائو سامائوما              |
| ۲۰۲۲ | اونچا        | آندرلینو بارتو اینکورپورادورا    |
| ۲۰۲۲ | سی‌جی اسپورت  | آندرلینو بارتو اینکورپورادورا    |
| ۲۰۲۳ | اونچا        | فرماندار دو استادو دو آمازوناس   |
| ۲۰۲۴ | اونچا        | ریالز بت                         |